# Yahoo Widget Engine
Yahoo Widget Engine (eigene Schreibweise Yahoo! Widget Engine), zuvor Konfabulator, ist eine inzwischen eingestellte JavaScript-Widget-Engine für Windows und Mac OS X, die von Yahoo als Freeware vertrieben wurde.
Mithilfe dieses Programmes kann man verschiedene Mini-Programme (Widgets) auf dem Desktop anzeigen wie zum Beispiel das aktuelle Wetter oder Nachrichten. Nachdem Yahoo im Juli 2005 Konfabulator aufkaufte, kamen die Versionen von Konfabulator von da an unter dem Namen Yahoo Widget Engine heraus.
Ab Version 4.5 konnten auch Flash-Animationen eingebunden werden.
Seit dem Erscheinen der Version 4.5.2 im Jahr 2007 gab es keine weitere Entwicklung der Software. Mit Einschränkungen ist sie aber unter Microsoft Windows 7 und Mac OS X 10.14 nutzbar.
Das Download-Angebot und die Unterstützung der Desktop-Version wurden am 11. April 2012 eingestellt.